# Santa Maria della Grazia
Santa Maria della Grazia ou della Cavana est une île artificielle de la Lagune de Venise d'environ 4 hectares de superficie, soit 0,04 km². On s'en servait au Moyen Âge comme de la déchèterie municipale de la ville de Venise. Elle se trouve entre l'île de Santo Spirito et celle de San Giorgio Maggiore, non loin de la rive sud de la Giudecca.

## Historique
Appelée à l'origine La Cavanella ou Santa Maria della Cavana, ceci fut une portion de marais salants donnée en concession aux moines de l'île de San Giorgio Maggiore au Xe siècle. C'est avec le déversement de débris que cette bande de marais salant est devenu une île.
En 1264, un hospice y fut construit pour les pèlerins se rendant en Terre sainte.

### Église Sainte-Marie des Grâces
Vers 1400, la Congrégation de San Girolamo de Fiesole transforma l'hospice en couvent et a également construit une église. Cette dernière prit le nom d'une icône de la Vierge (aujourd'hui logée dans le musée du séminaire de la Salute) provenant de Constantinople et considérée comme miraculeuse : Santa Maria della Grazie (Sainte-Marie des Grâces) et la bande de terre prit le nom de La Grazia.
L'histoire de l'île est une succession d'abandons et de reconstructions des ordres religieux: en 1538 les bâtiments furent incendiés mais reconstruits immédiatement, tandis qu'en 1668 l'île retourna à la République à la suite de la suppression de la congrégation.
En 1671, les Capucines rachètent l'île devenue déserte et dédièrent l'église désormais à Santa Maria degli Angeli (Sainte-Marie des Anges).
En cette période splendide se tenait une grande fête tous les 27 juillet, avec une fête sur la place et une procession de bateaux décorés partant le soir pour Malamocco. L'église fut décorée avec des œuvres importantes du Tintoret, Véronèse et Longhi; elle abritait les sépultures des cardinaux Luigi Pisani et Augustin Waltz, agrémentés de statues du Bernin.
La communauté capucine fut supprimée par décret Royal du 25 avril 1810, tandis que l'île fut complètement détruite et transformée en une poudrière, qui lors de son explosion en 1849 dévastait toute l'île.
Au début du XXe siècle, l'île se transforma en hôpital pour tuberculeux (transféré ensuite à l'île de Sacca Sessola).
Depuis 2010, l'île appartient à la société italienne Stefanel.

## Galerie

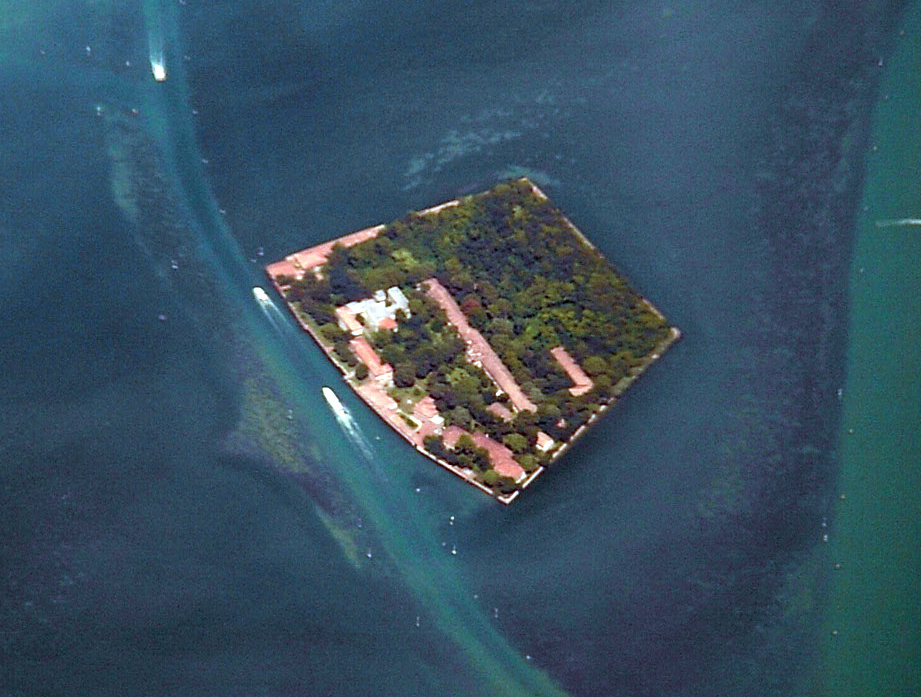
Vue aérienne de l'île
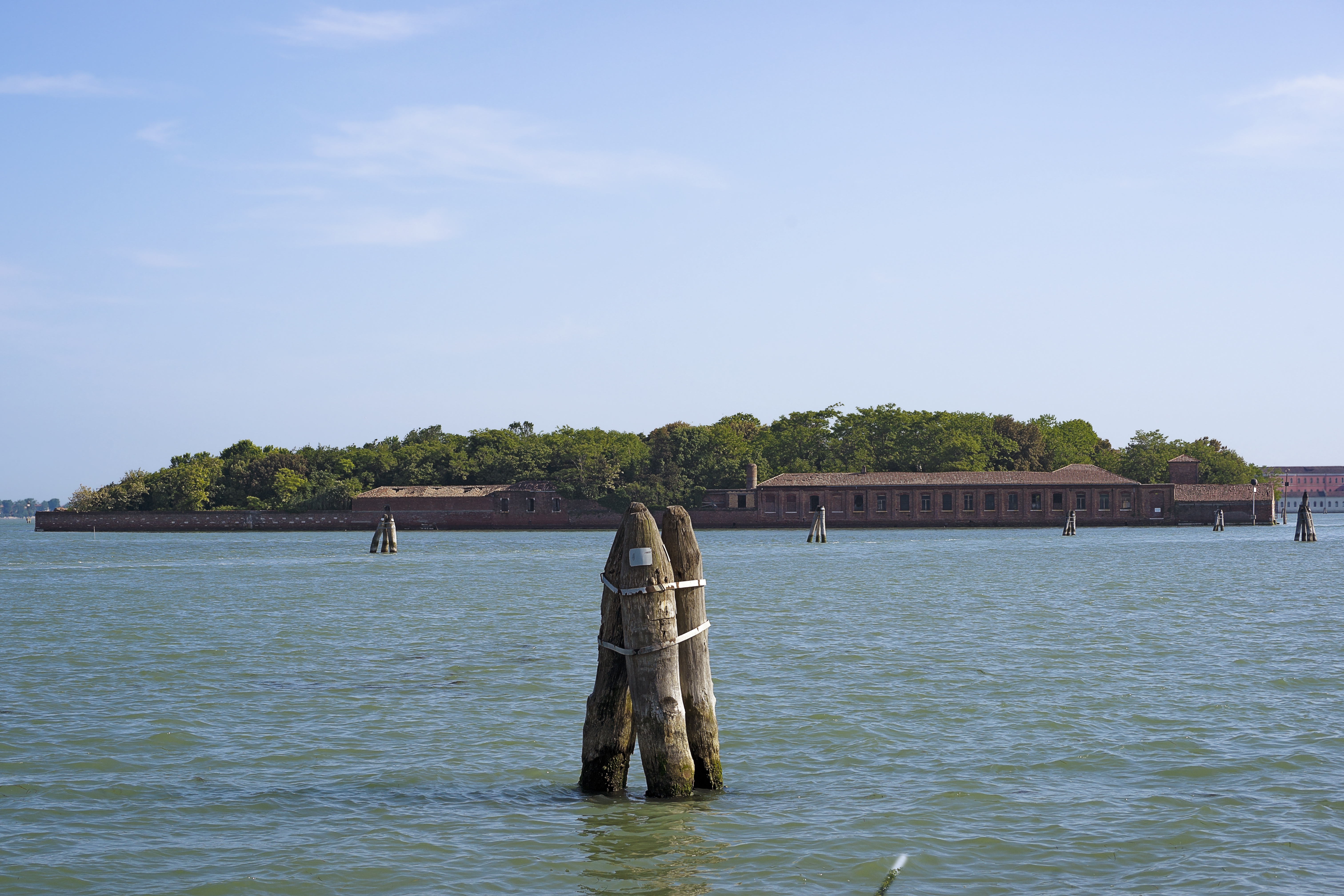
Vue de la Giudecca.

## Sources
- descriptif des hôpitaux de la lagune de Venise